# Peugeot 301 (2012)
De Peugeot 301 is een autotype van Peugeot en werd tussen 1932 en 1936 geproduceerd. Het type werd opnieuw geïntroduceerd in 2012, samen met de rentree van de Citroën Elysée.

## Algemene informatie
| Algemene informatie | Algemene informatie                   |
| Onderdeel           | Informatie                            |
| ------------------- | ------------------------------------- |
| Klasse              | Vierdeurs sedan Compacte middenklasse |
| Lengte              | 4,44 meter                            |
| Breedte             | 1,75 meter                            |
| Uitvoeringen        | 1.2 VTi 1.6 VTi 1.6 HDi               |

## 1.2 VTi
| Algemene en technische informatie | Algemene en technische informatie |
| Onderdeel                         | Informatie                        |
| --------------------------------- | --------------------------------- |
| Motor                             | 1,2 liter VTi                     |
| Brandstof                         | Benzine                           |
| Kracht                            | 54 kW                             |
| Versnellingsbak                   | Handmatig of automatisch          |

## 1.6 VTi
| Algemene en technische informatie | Algemene en technische informatie |
| Onderdeel                         | Informatie                        |
| --------------------------------- | --------------------------------- |
| Motor                             | 1,6 liter VTi                     |
| Brandstof                         | Benzine                           |
| Kracht                            | 86 kW                             |
| Versnellingsbak                   | Handmatig of automatisch          |

## 1.6 HDi
| Algemene en technische informatie | Algemene en technische informatie |
| Onderdeel                         | Informatie                        |
| --------------------------------- | --------------------------------- |
| Motor                             | 1,6 liter HDi                     |
| Brandstof                         | Diesel                            |
| Kracht                            | 69 kW                             |
| Versnellingsbak                   | Handmatig                         |

In productie: 208 · e-208 · 301· 308 · 508 · 1007 · 2008 · 3008 · 5008 · Boxer · Expert · Partner

Niet meer geproduceerd: 104 · 106 · 107 · 108 · 
201 · 202 ·
203 · 204 ·
205 ·
206 · 206 CC ·
207 · 207 CC ·
301 · 302 ·
304 · 305 · 306 · 307 · 309 · 
401 · 402 · 
403 · 404 · 405 · 406 · 407 · 4007 ·
504 · 505 · 
604 · 605 · 607 · 
806 · 807 · iOn · 
J4 · J5 · J7 · J9 · Bipper ·
D3A · D4A · RCZ

Prototypes: 907 · 908 RC · 916 · Proxima · Oxia · EX1 · e-Legend

Historische modellen: Type 1 · Type 2 · Type 3 · Type 4 · Type 5